# 435 a. C.
El año 435 a. C. fue un año del calendario romano prejuliano. En la República romana se conocía como el Año del Consulado de Yulo y Tricosto (o menos frecuentemente, año 319 Ab urbe condita). 

## Acontecimientos

### Grecia
- Surge una disputa entre los oligarcas de Epidamno y fuerzas democráticas en la colonia griega. La mayoría de los habitantes de la colonia eran originarios de Corinto o Córcira (Corfú). Se exilia a los oligarcas de Epidamno y ellos recurren a Córcira en busca de ayuda, mientras que los demócratas buscan el apoyo de Corinto. Córcira es entonces atacada por Corinto conforme el conflicto aumenta.
- Córcira interviene militarmente contra Epidamno.
- En la primavera, se produce la batalla naval de Leucimna entre la flota de Córcira y la corintia, venciendo Corcira, que se hace así con Epidamno.

## Nacimientos
- Aristipo, filósofo griego (m. 350 a. C.)
- Filisto, historiador griego (m. 356 a. C.)

- Datos: Q234135